# Уралхим
АО «ОХК «Уралхим» (Объединенная химическая компания «Уралхим») — одна из крупнейших компаний на рынке минеральных удобрений в Российской Федерации, СНГ и Восточной Европе (второй в России производитель азотных удобрений). Штаб-квартира — в Москве.

## История
Компанию создали в 2007 году, объединив активы в области производства минеральных удобрений, которые в середине 2000-х годов скупала компания «Конструктивное бюро». Данная организация контролировалась Дмитрием Мазепиным, в 2003 году ушедшим с поста генерального директора компании «Сибур».
В 2008 году «Уралхим» докупил 75 % «Воскресенских минудобрений» и 9,7 % «Тольяттиазота», став пятым в мире производителем азотных удобрений. В это же время компания собиралась выйти на IPO, но кризис помешал этим планам. В 2010 году компания вновь попыталась осуществить IPO, но её не устроила оценка инвесторов и сделка была отменена.
В декабре 2013 года компанией был приобретён большой пакет акций (19,99 %) крупнейшего в мире производителя калийных удобрений «Уралкалий», сумма сделки оценивалась экспертами в 125,8 млрд руб.
В 2013 году АО «ОХК «УРАЛХИМ» и ООО «РИЖСКИЙ ТОРГОВЫЙ ПОРТ» (RTO, Латвия) завершили строительство и открыли в рижском порту терминал по перевалке и краткосрочному хранению сыпучих минеральных удобрений — Riga fertilizer terminal
В 2014 году компания «УРАЛХИМ» стала контролирующим акционером в латвийском предприятии SIA «Ventamonjaks» (ООО «Вентамоньякс»). Со стороны «УРАЛХИМА» участником сделки выступила дочерняя компания Uralchem Freight limited, которая стала владельцем 55%-ной доли в компании, контролирующей 100% SIA «Ventamonjaks».
23 июля 2015 года изменено наименование общества на Акционерное общество «Объединенная химическая компания «УРАЛХИМ» (АО «ОХК «УРАЛХИМ»).
1 августа 2017 года АО «ОХК «УРАЛХИМ» завершило процесс реорганизации в форме присоединения АО «Минеральные удобрения» (г. Пермь) к АО «ОХК «УРАЛХИМ» как филиала «ПМУ», с прекращением деятельности АО «Минеральные удобрения» в качестве самостоятельного юридического лица.

## Собственники и руководство
По информации газеты «Ведомости» 86 % компании принадлежит её председателю совета директоров Дмитрию Мазепину; 7 % — менеджерам «Уралхима» и ещё 7 % — Андрею Жеребцову (по словам представителей компании, «лицу, которое помогало финансировать создание группы»).
Председатель совета директоров компании — Дмитрий Мазепин, заместители председателя совета директоров — Дмитрий Коняев, Димитрий Татьянин.

## Деятельность
Компания «УРАЛХИМ» располагает мощностями по производству более 2,9 млн тонн аммиака, 2,9 млн тонн аммиачной селитры, 1,2 млн тонн карбамида и 0,8 млн тонн фосфорных и сложных удобрений в год.
В 2017 году предприятия компании «УРАЛХИМ» произвели 24,8 % аммиачной селитры, 17,7 % российского аммиака, 15,6 % карбамида, а также другие удобрения
В состав основных активов Компании «УРАЛХИМ» входят на территории Российской Федерации:
- Филиал «Азот» АО "ОХК «УРАЛХИМ» в городе Березники;
- Филиал «КЧХК» АО "ОХК «УРАЛХИМ» в городе Кирово-Чепецке;
- Филиал «ПМУ» АО "ОХК «УРАЛХИМ» в городе Перми;
- Акционерное общество «Воскресенские минеральные удобрения» (АО «Воскресенские минеральные удобрения»);
- Общество с ограниченной ответственностью "Торговый дом «УРАЛХИМ» (ООО ТД «УРАЛХИМ»);
- Общество с ограниченной ответственностью «УРАЛХИМ-ТРАНС» (ООО «УРАЛХИМ-ТРАНС»),

на территории зарубежных государств:
- SIA URALCHEM Trading (Латвия);
- URALCHEM TRADING DO BRASIL LTDA. (Бразилия);
- SIA «Riga fertilizer terminal» (Латвия);
- SIA «VENTAMONJAKS» (Латвия).

Компания также владеет 81,47 % акций «Уралкалия», 83.7 % % акций «Тольяттиазота».
Выручка компании в 2020 году составила 129,7 млрд рублей.
За первые 9 месяцев 2023 года чистая прибыль по по РСБУ составила 2,5 млрд рублей, выручка — 177,8 млрд руб.